# ورمیکولیت
ورمیکولیت (به انگلیسی: Vermiculite) با فرمول شیمیایی (MgFe 3+ Al)3[(OH)2 - Al 1.25 Si 2.75 O10]. Mg 0.33 (H2O)4 از مجموعه کانی هاست و با آب تمیز می‌شود و کانیهای مشابه عبارتند از بیوتیت و فلوگوپیت که به وسیلهٔ شعله می‌توان آن‌ها را از هم تفکیک نمود. از کلمه لاتینی Vermiculus به معنای کرم کوچک گرفته شده‌است.
ورمیکولیت در اثر حرارت حجیم می‌شود، در اثر شعله با ایجاد یک اشعه زرد طلایی رنگ مثل شیشه می‌ترکد و با آب تمیز می‌شود. ترکیب شیمیایی ناپایدار برای اولین بار در اتریش (کوه‌های آلپ) کشف شد و از نظر شکل بلور: فلسی- اغلب شش وجهی دروغین، رنگ: قهوه‌ای - زرد - قهوه‌ای - سبز، شفافیت: نیمه شفاف، جلا: صدفی - چرب، رخ: کامل - مطابق باسطح، سیستم تبلور: مونوکلینیک است و منشأ تشکیل آن ثانوی است، همایند کانی‌شناسی (پارانژ) آن بیوتیت - فلوگوپیت- بیوتیت- فلوگوپیت است؛ همچنین از نظر ژیزمان ورقه‌ای کوچک - فلسی تقریباً کمیاب است و بیشتر در آفریقای جنوبی، روسیه، آمریکا، آرژانتین و کانادا یافت می‌شود.
این محصول به دلیل خواصی چون وزن مخصوص پایین، جذب آب بالا، ضد حریق و عایق بودن، آنتی باکتریال بودن و غیرسمی و دوست‌دار محیط زیست؛ در صنایع مختلفی مثل لنت‌سازی، خوراک دام، کشاورزی، عایق‌های دما بالا، صنایع بسته‌بندی و … کاربرد دارد.

## کاربرد های ورمیکولیت
● خوراک دام 
● باغبانی و کشاورزی
● ساخت و ساز
● خودروسازی